# Jana Cieslarová
Jana Cieslarová (* 6. Juni 1971 in Třinec) ist eine ehemalige tschechische Orientierungsläuferin. 1991 war sie Kurzdistanzweltmeisterin.
Cieslarová, die für den Klub TJ TŽ Třinec in ihrer Heimatstadt Třinec im Osten Tschechiens lief, startete 1989 in Schweden als amtierende Vizeeuropameisterin bei den Junioren bei ihren ersten Weltmeisterschaften. Im Einzel belegte sie den 17. Rang, während sie mit Petra Wágnerová, Ada Kuchařová und Jana Galíková in der tschechoslowakischen Staffel den zweiten Rang hinter der Mannschaft Schwedens belegte. Bei den Heim-Weltmeisterschaften 1991 in Mariánské Lázně gewann Cieslarová die Goldmedaille auf dem neu eingeführten Kurzdistanzwettbewerb. Auf der Langdistanz verpasste sie eine Medaille knapp, mit der tschechoslowakischen Mannschaft gewann sie Bronze. Die Weltcupsaison 1992 beendete sie auf dem zweiten Platz. 1993 und 1995 war sie Teil der tschechischen Staffel, die bei beiden Weltmeisterschaften Bronze gewann.
Bei nationalen Meisterschaften gewann sie über 40 Titel. Sie startete auch bei den Ski-Orientierungslauf-Weltmeisterschaften 1994 und belegte dabei in beiden Einzelrennen den zwölften Platz sowie Platz sechs mit der Staffel.

## Platzierungen
| Weltmeisterschaften  | Sprint | Mittel | Lang | Staffel |
| -------------------- | ------ | ------ | ---- | ------- |
| 1989 Skövde          |        |        | 17.  | 2.      |
| 1991 Marianske Lazne |        | 1.     | 4.   | 3.      |
| 1993 West Point      |        | 13.    | 47.  | 3.      |
| 1995 Detmold         |        | 25.    | 7.   | 3.      |
| 1997 Grimstad        |        | 49.    | 22.  |         |
| 1999 Inverness       |        |        | 26.  | 9.      |

| Junioren-WM  | Sprint | Mittel | Lang | Staffel |
| ------------ | ------ | ------ | ---- | ------- |
| 1990 Älvsbyn |        |        | 50.  | 7.      |
| 1991 Berlin  |        | 39.    | 13.  |         |

| Junioren-EM   | Sprint | Mittel | Lang | Staffel |
| ------------- | ------ | ------ | ---- | ------- |
| 1988 Eupen    |        |        | 2.   |         |
| 1989 Kufstein |        |        | 8.   |         |

| Gesamt-Weltcup | Gesamt-Weltcup |
| -------------- | -------------- |
| 1990           | 12.            |
| 1992           | 2.             |
| 1994           | 28.            |
| 1996           | 26.            |
| 1998           | 11.            |